# Hockeyclub Oranje-Rood

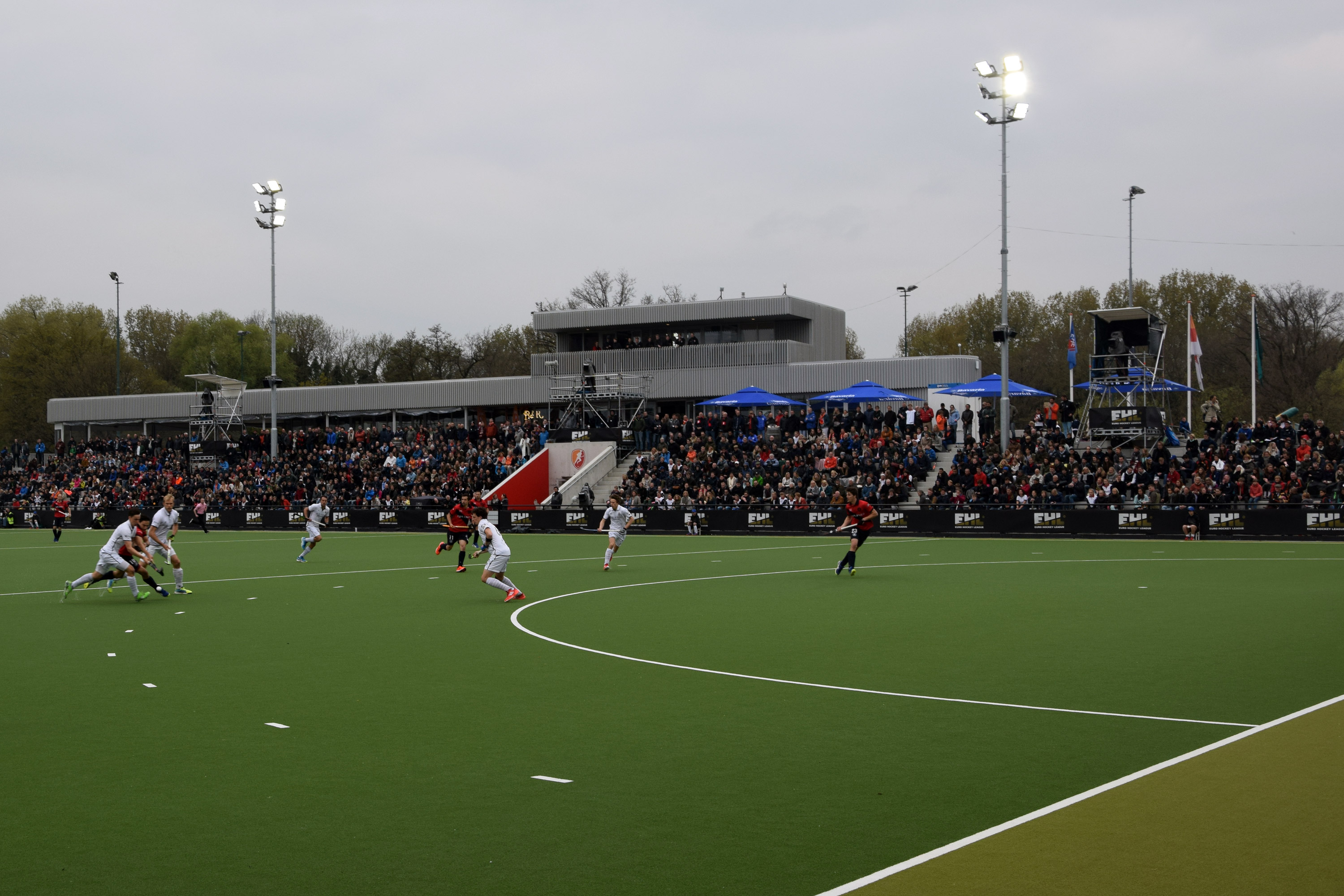
Stadion von Oranje-Rood bei der EHL 2017.

Der Hockeyclub Oranje-Rood ist ein Hockeyverein aus Eindhoven, der zum 1. Juli 2016 durch die Fusion von Oranje Zwart und dem Eindhovense Mixed Hockey Club (EMHC) entstand. Mit seinen über 2500 Mitgliedern ist der Verein nach dem SV Kampong der zweitgrößte der Niederlande. Die Clubanlage befindet sich im Gemeentelijk Sportpark aan de Aalsterweg im Süden von Eindhoven direkt an der A2. Sie umfasst acht Kunstrasenplätze. Sowohl die 1. Herrenmannschaft, als auch die 1. Damenmannschaft spielen in der Saison 2017/18 in der Hoofdklasse, der höchsten niederländischen Feldhockeyliga.
| Europapokalbilanz Herren Feld |                    |        |       |             |
| Jahr                          | Wettbewerb         | Niveau | Platz | Ort         |
| 2000                          | Cup Winners Cup    | 1      | 4     | Terrassa    |
| 2002                          | Cup Winners Cup    | 1      | 1     | Eindhoven   |
| 2004                          | Cup Winners Cup    | 1      | 1     | Eindhoven   |
| 2005                          | Cup Winners Cup    | 1      | 4     | Lille       |
| 2006                          | Club Champions Cup | 1      | 3     | Cannock     |
| 2011                          | Euro Hockey League | 1      | 4     | Wassenaar   |
| 2014                          | Euro Hockey League | 1      | 2     | Eindhoven   |
| 2015                          | Euro Hockey League | 1      | 1     | Bloemendaal |
| 2016                          | Euro Hockey League | 1      | VF    | Amstelveen  |
| 2017                          | Euro Hockey League | 1      | 2     | Brasschaat  |
| 2019                          | Euro Hockey League | 1      | AF    | Eindhoven   |